# Eskilstuna simklubb
Eskilstuna simklubb (ESK) är en simklubb från Eskilstuna. Den bildades år 2011 när Eskilstuna SS och simsektionen i Tunafors SK slogs ihop. År 2015 har klubben ungefär 1 000 medlemmar, varav 550 är aktiva simmare.